# ديفيد بيتسون
ديفيد بيتسون (بالإنجليزية: David Bateson)‏ (ولد في 9 فبراير 1960) هو ممثل جنوب أفريقي معروف بتأدية صوت شخصية العميل 47، بطل رواية سلسلة ألعاب شركة آي أو إنتراكتيف الشهيرة هيتمان.

## السيرة الذاتية
ولد بيتسون في جنوب أفريقيا لأبوين إنجليزيين. ودخل مهنة التمثيل قبل أن يعود إلى بريطانيا في عام 1984. انتقل فيما بعد إلى كندا ويعيش الآن في كوبنهاغن ، الدنمارك .

## روابط خارجية
- ديفيد بيتسون على موقع IMDb (الإنجليزية)
- ديفيد بيتسون على موقع ألو سيني (الفرنسية)
- ديفيد بيتسون على موقع ميوزك برينز (الإنجليزية)
- ديفيد بيتسون على موقع أول موفي (الإنجليزية)
- ديفيد بيتسون على موقع قاعدة بيانات الأفلام السويدية (السويدية)
- ديفيد بيتسون على موقع قاعدة بيانات الفيلم (الإنجليزية)
- ديفيد بيتسون على موقع كينوبويسك (الروسية)